# Jaquay Walls
Jaquay Lavon Walls (Brooklyn, 3 aprile 1978) è un ex cestista statunitense, professionista nella TBL e nelle Pro A e Pro B.

## Carriera
È stato selezionato dagli Indiana Pacers al secondo giro del Draft NBA 2000 (56ª scelta assoluta).